# Església nova de Montargull
L'Església nova de Montargull és l'església parroquial de Montargull del municipi d'Artesa de Segre, a la comarca de la Noguera. És un monument protegit i inventariat dins el Patrimoni Arquitectònic Català

## Descripció

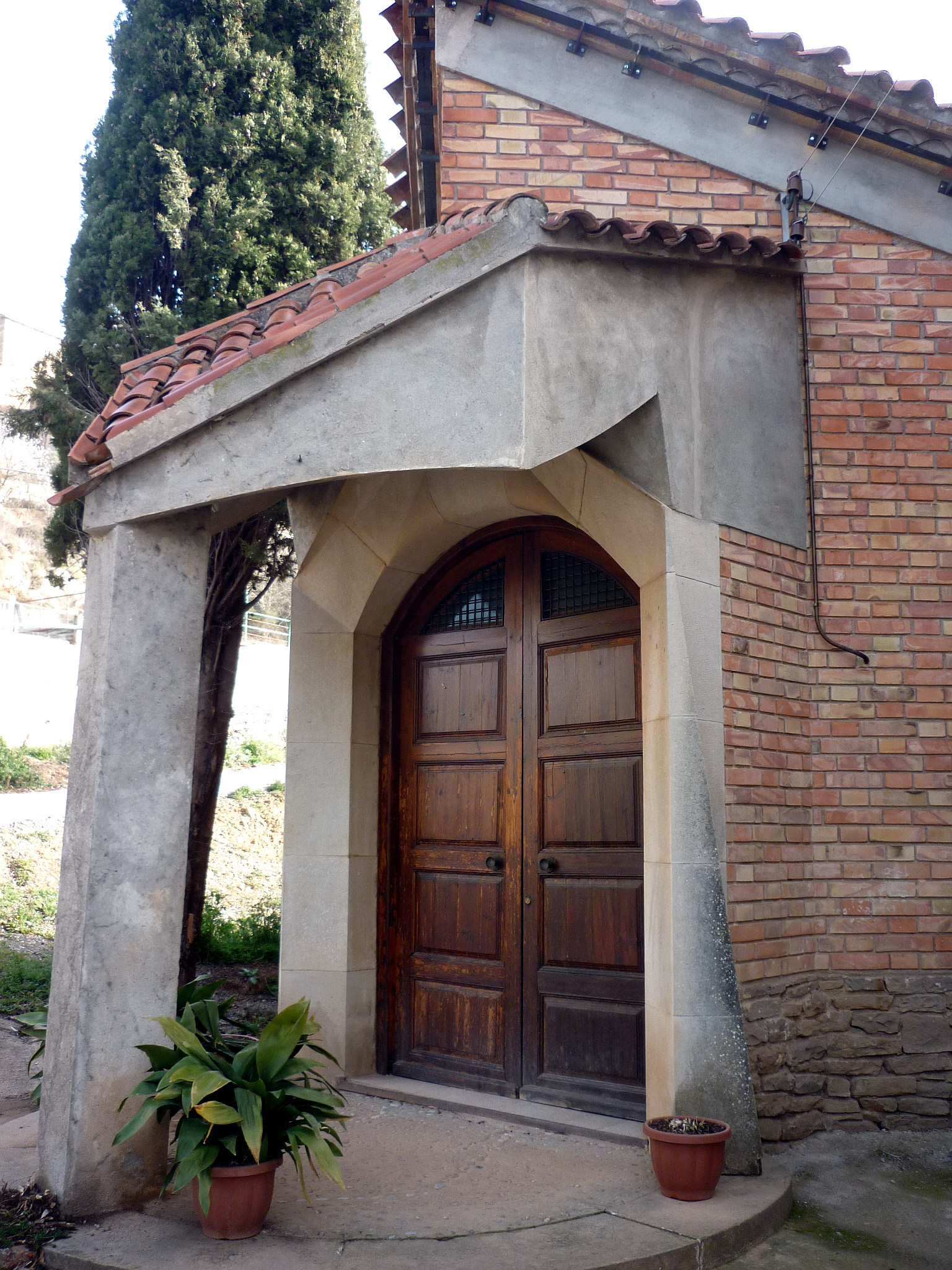
Porxo de l'entrada

Nova església de planta romboïdal amb eix principal definit per la diagonal més llarga. En un extrem es troba un petit porxo amb un pilar al vèrtex. A l'altra punta, a sobre del presbiteri, que té dues absidioles laterals, s'aixeca un esvelt campanar de cadireta amb tres pilars de maó. La coberta de teula àrab es troba damunt d'un cèrcol perimetral de formigó armat, adaptant-se a susdita planta.

## Notícies històriques
El 1965 es va començar a construir l'església nova d'Artesa de Segre del mateix estil i autor.